# Gerard Krefft
Johann Ludwig Gerhard „Gerard“ Krefft (auch Johann Gerhard Louis Krefft; * 17. Februar 1830 in Braunschweig; † 19. Februar 1881 in Woolloomooloo, Sydney) war einer der ersten und berühmtesten Zoologen und Paläontologen Australiens.

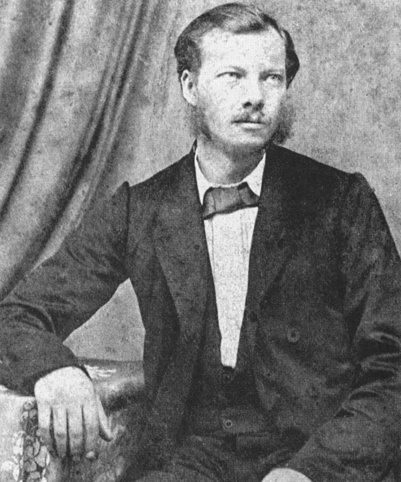
Gerard Krefft

## Leben
Gerard Krefft wurde in Deutschland geboren, ging 1850 in die USA und kam 1852 nach Australien.
Er veröffentlichte über 150 wissenschaftliche Publikationen, darunter Snakes of Australia (1869), A Catalogue of the Minerals and Rocks in the Australian Museum und A Short Guide to the Australian Fossil Remains in the Australian Museum (1870) und A Catalogue of the Minerals and Rocks in the Australian Museum (1873).
Kreffts Entdeckung des Australischen Lungenfischs (Neoceratodus forsteri, auch als Queensland Lungfish, Barramunda oder Burnett Salmon bekannt) und dessen erste wissenschaftliche Beschreibung im Jahr 1870 sowie seine Erkundung der Wellington Caves im Jahr 1866 und die Beschreibungen der dort gefundenen Fossilien stellen zwei seiner bedeutsamsten Leistungen dar.
Von 1860 bis 1861 war Gerard Krefft stellvertretender Kurator des Australian Museum in Sydney und später sein Kurator und Sekretär von 1861 bis 1874. Krefft baute die Sammlung des Museums auf und gelangte zu internationalem wissenschaftlichem Renommee. Er korrespondierte mit Charles Darwin, Sir Richard Owen und Albert Günther vom Britischen Museum. Er war ein früher Verfechter von Darwins Evolutionstheorie.
Mitte des 19. Jahrhunderts wurde Krefft als einer der Wissenschaftler angesehen, der einen Beitrag zur Lösung für das Erreichen des Südpols leisten könnte.
Mitte 1870 wurde Krefft Mitglied der Wiener Zoologisch-Botanischen Gesellschaft.
Sein Großneffe ist der Ichthyologe und Herpetologe Gerhard Krefft (1912–1993).